# Abolboda macrostachya
Abolboda macrostachya är en gräsväxtart som beskrevs av Richard Spruce och Gustaf Oskar Andersson Malme. Abolboda macrostachya ingår i släktet Abolboda och familjen Xyridaceae.

## Underarter
Arten delas in i följande underarter:
- A. m. macrostachya
- A. m. robustior